# Daniel Pintado
Brian Daniel Pintado Álvarez (29 de julio de 1995, Cuenca, Ecuador) es un deportista ecuatoriano especializado en la disciplina de marcha atlética. En los Juegos Olímpicos de París 2024, ganó la medalla de oro en la prueba de 20 kilómetros y la medalla de plata en el maratón de marcha por relevos mixtos junto a Glenda Morejón.

## Carrera
Desde que tiene memoria, Pintado siempre ha entrenado en varias disciplinas deportivas, tales como el fútbol, practicó durante cinco años la natación, practicó taekwondo, sin embargo fue la marcha atlética la disciplina a la que se dedicaría en su carrera deportiva, gusto que cultivó por su hermano David, un exmarchista que cambió dicho deporte por la pintura artística.
En 2011, en el Mundial de Lille, Francia, obtuvo su mejor resultado como juvenil, donde quedó en décimo lugar.
Entre el 2014 y el 2015 pasó por una etapa difícil en su vida por la cual estuvo a punto de retirarse del deporte, pero después del nacimiento de su hijo Daniel Nicolás, se dio un impulso para seguir compitiendo y logró así clasificar en los Juegos Olímpicos de Río de Janeiro 2016, el cual quedó en el puesto 37 con un tiempo de 1 hora, 23 minutos y 44 segundos.
El 5 de junio de 2018, ganó la medalla de oro en la disciplina de 20 kilómetros de marcha atlética con un tiempo de 1:24:56 en los Juegos Sudamericanos de Cochabamba, Bolivia, medalla que obsequió a su esposa Karen Palaguachi como regalo de cumpleaños, ya que mientras alistaba su maleta para viajar a la competición, su esposa le pidió que le obsequiara una medalla de oro para su cumpleaños, pues este sería el mejor regalo que le podría dar. Justo antes de cruzar la meta, en los puntos de hidratación, un asistente de la Federación Ecuatoriana de Atletismo, le pasó una bandera ecuatoriana, la cual Pintado se la amarró en el cuello como si fuera una capa de súper héroe y una vez cruzada la meta, extendió la bandera donde se apreciaba en marcador azul la frase "Feliz cumple Karen" en la parte superior, a los costados dos corazones dibujados y junto al escudo los nombres de sus hijo, Daniel Nicolás. Con este triunfo consiguió la clasificación directa a los Juegos Panamericanos Lima de 2019.
El 4 de agosto de 2019, obtuvo la medalla de oro en los Juegos Panamericanos Lima de 2019, luego de registrar un tiempo de 1:21:51 en la competición, superando a Cayo Oliveira de Brasil y José Barrondo de Guatemala respectivamente, donde quedó en cuarto lugar su compatriota Mauricio Arteaga.
El 24 de agosto de 2023, logró la medalla de plata en el Mundial de Budapest de 2023 al llegar a la meta en un tiempo de 2:24:34, a tan solo 4 segundos del campeón de la prueba, el español Álvaro Martín.
En los Juegos Olímpicos de París 2024, Daniel Pintado, atleta cuencano, se erige con la figura de esta participación por sus dos medallas. Consiguió la medalla de oro en los 20 kilómetros marcha.con un tiempo de 1:18:55; y junto a Glenda Morejón, Pintado consiguió la medalla de plata en la prueba de relevos de marcha, completando los 42,195 kilómetros con un tiempo de 2h51:22.